# 銀鱗荘
銀鱗荘（ぎんりんそう）は、北海道小樽市桜にある料亭、温泉旅館。日本唯一の宿泊可能な鰊御殿である。

## 概要
鰊漁で財を成した猪俣安之丞の邸宅として建設された鰊御殿を活用した料亭、温泉旅館である。鰊御殿である本館は、「旧猪俣邸」として小樽市指定歴史的建造物に指定されている。
2022年（令和4年）、文化審議会は旅館「銀鱗荘旧本館」（旧猪俣家住宅）と隣接する「グリル銀鱗荘」を登録有形文化財にするよう文部科学大臣に答申した。

## 歴史
1900年(明治33年)、猪俣安之丞の邸宅として余市町に建設された。建材としてクリ、タモ、トドマツ、ハリギリを用い、3年の歳月をかけて建設されるなど、贅の限りを尽くした建築となっている。
1938年(昭和13年)、東小樽の都市計画の一環として現在地に移築され、翌年の1939年、旅館として開業。当時の北海道庁長官であった石黒英彦により、「銀鱗荘」と命名された。
1944年、大日本帝国陸軍に接収され、高射砲陣地として使用された。
1989年(平成元年)、鉄筋コンクリート構造3階建て部分を増築。
1993年、第6回小樽市都市景観賞を受賞。
2004年、約4億円をかけ鉄筋コンクリート構造5階建ての新館を増築。
2007年、第52回水族館技術者研究会関係者を招いた昼食会が開催され、秋篠宮文仁親王が出席した。
2012年、小樽市指定歴史的建造物第75号に指定された。
2018年8月20日、ニトリが東名観光開発株式会社より銀鱗荘の事業を継承した。これに伴い、運営主体が株式会社銀鱗荘から株式会社ニトリパブリックに変更された。また、ニトリが小樽市内で所有する歴史的建造物は小樽芸術村の4棟に続く5棟目となる。
2023年7月25日・26日、第64期王位戦七番勝負第3局、藤井聡太王位と佐々木大地七段の対局が行われた（結果は藤井勝ち）。
2023年11月10日・11日、第36期竜王戦七番勝負第4局、藤井聡太竜王と伊藤匠七段の対局が行われた（結果は藤井勝ち防衛）。

## ギャラリー

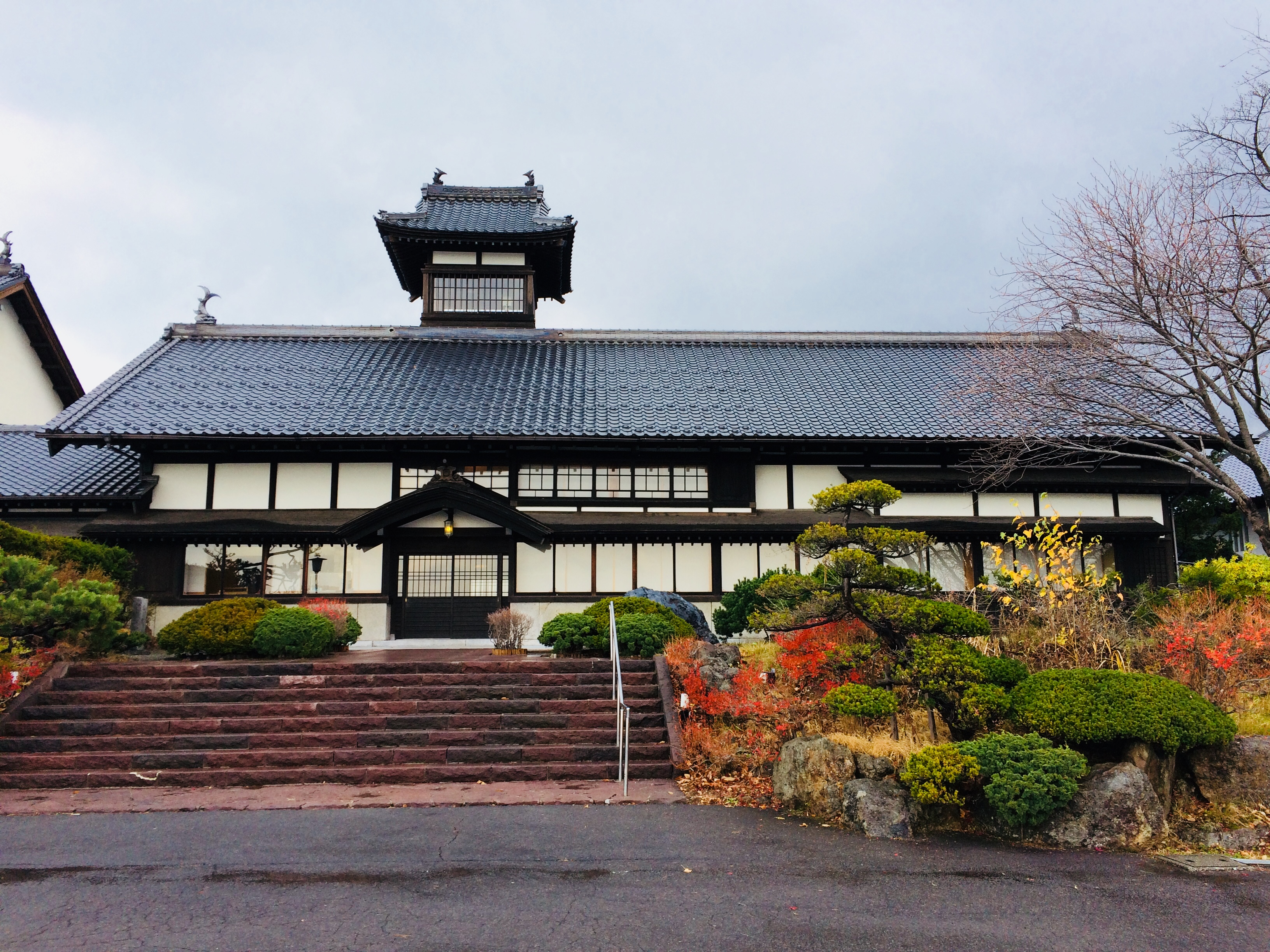
銀鱗荘本館
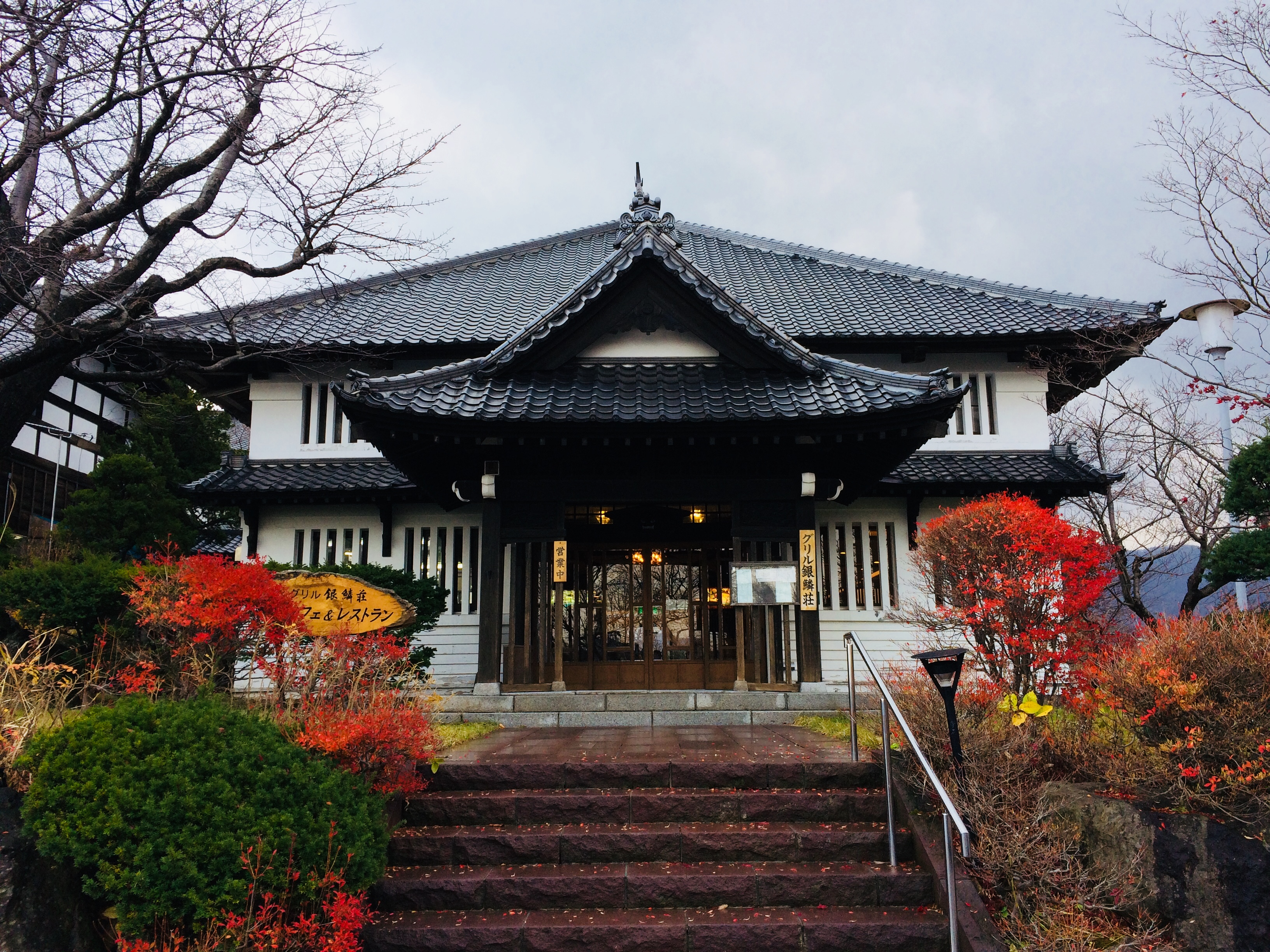
グリル銀鱗荘
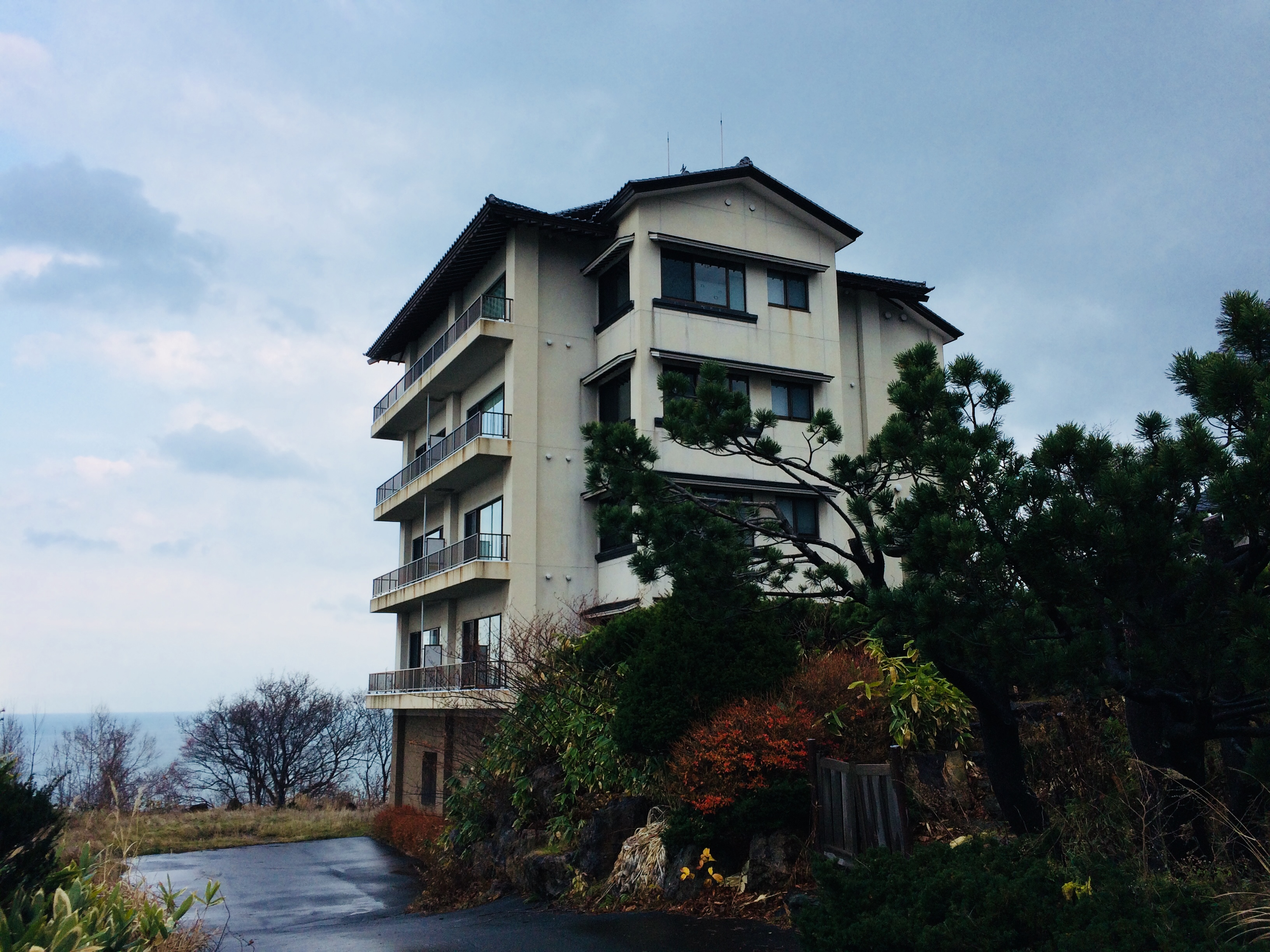
RC造の増築部分
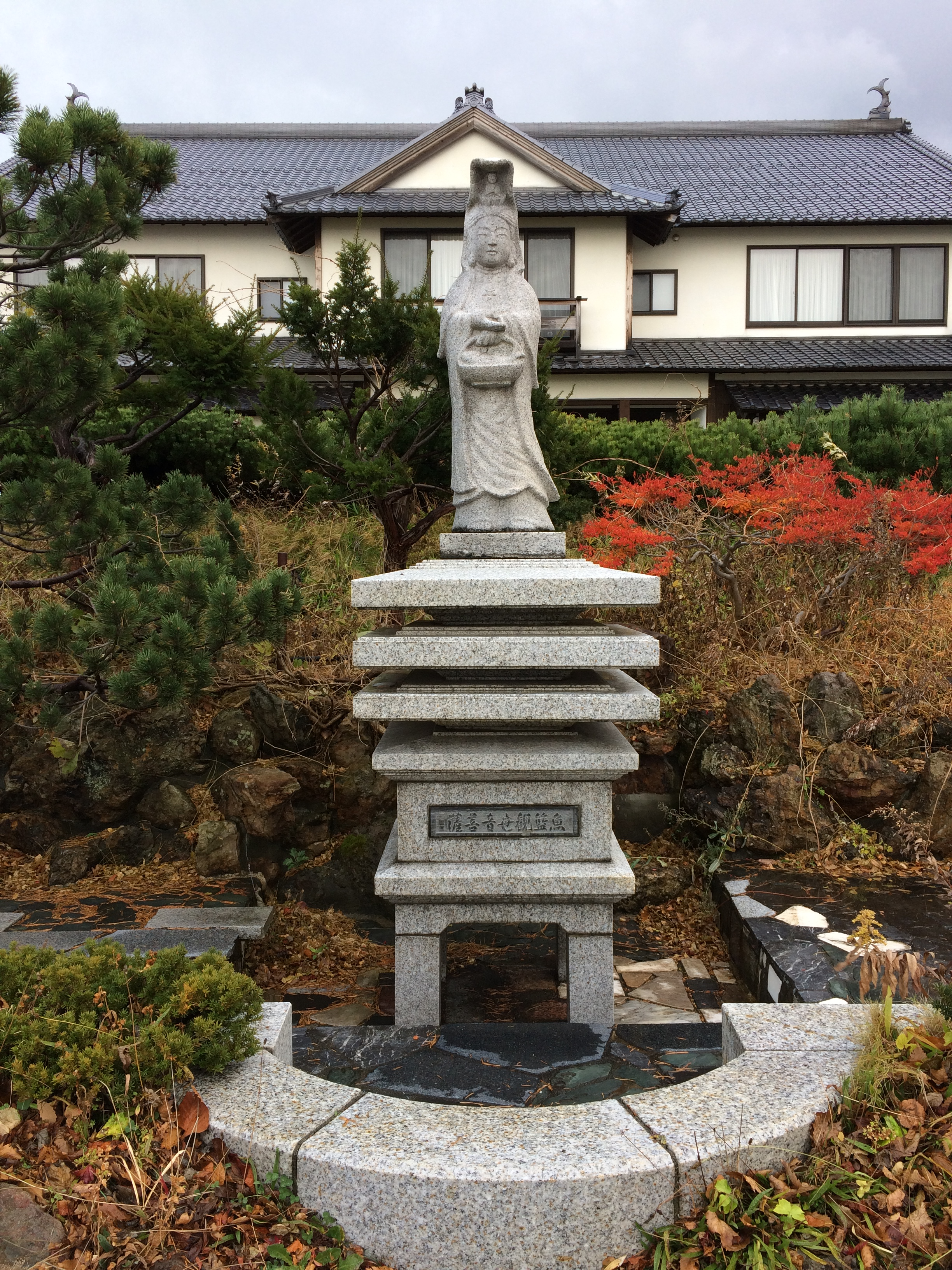
銀鱗荘の魚籃観世音菩薩
銀鱗荘の看板
銀鱗荘の案内看板